# Marc Bernhard

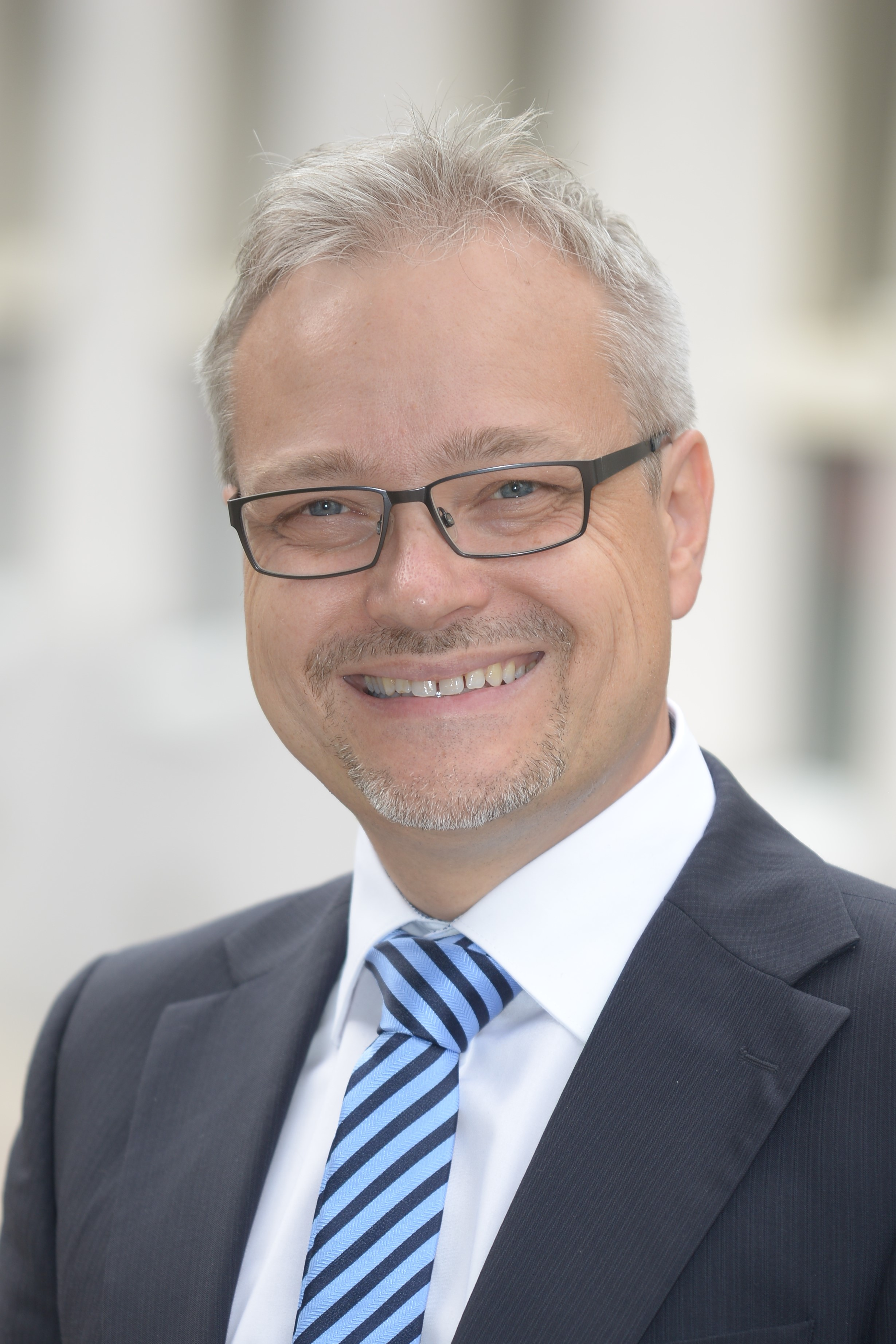
Marc Bernhard (2017)

Marc Albert Bernhard (* 5. Februar 1972 in Reutlingen) ist ein deutscher Politiker (AfD) und Rechtsanwalt. Er ist seit 2017 Mitglied des Deutschen Bundestages und seit 2018 Landesgruppensprecher der AfD-Landesgruppe Baden-Württemberg. Er ist stellvertretender Landesvorsitzender der AfD Baden-Württemberg.

## Leben und Beruf
1990 machte Bernhard seinen High-School-Abschluss in Tacoma (USA). 1992 folgte das Abitur in Ulm. Von 1992 bis 1993 absolvierte er seinen Wehrdienst. Nach dem Studium der Rechtswissenschaft von 1993 bis 1998 an der Universität Augsburg wurde er als Rechtsanwalt zugelassen. Danach folgte ein Studium der italienischen Sprache an den Universitäten Perugia und Augsburg. 1998 machte er sein erstes juristisches Staatsexamen, 2000 sein zweites juristisches Staatsexamen. Von 1999 bis 2000 war er in einer Rechtsanwaltskanzlei in Modena tätig. 2000 bis 2003 war er Syndikusanwalt eines weltweit tätigen IT-Unternehmens. Von 2003 bis 2008 war er Mitglied der Geschäftsleitung, Prokurist und Leiter der Rechtsabteilung eines Telekommunikationsunternehmens mit ca. 1300 Mitarbeitern. Über ein Fernstudium erwarb er außerdem in London an der The Open University von 2006 bis 2008 den Grad eines MBA. Von 2008 bis 2011 Kaufmännischer & Juristischer Direktor eines größeren mittelständischen Unternehmens mit ca. 500 Mitarbeitern. Von 2011 bis 2017 war Bernhard Geschäftsführer der INIT Innovative Informatikanwendungen in Transport-, Verkehrs- und Leitsystemen GmbH, eines Tochterunternehmens der init innovation in traffic systems SE.
Von 1996 bis 2001 war er Mitglied im Kirchengemeinderat.
Marc Bernhard ist geschieden, lebt in Karlsruhe und hat zwei Kinder.

## Partei
Nach kurzer Aktivität bei den Jusos trat Bernhard 1991 in die Junge Union und auch in die CDU ein. Bei der Jungen Union engagierte er sich im Kreisvorstand des Alb-Donau-Kreises, im Landesvorstand Baden-Württemberg sowie im JU-Bundesvorstand als integrationspolitischer Sprecher. Bernhard war außerdem 13 Jahre Vorsitzender des CDU-Ortsverbandes Dornstadt sowie 14 Jahre stellvertretender CDU-Kreisvorsitzender der CDU Alb-Donau/Ulm.
2013 verließ Bernhard die CDU und trat in die neu gegründete AfD ein. Von 2014 bis 2019 war er stellvertretender Sprecher und seit 2019 ist er Sprecher des AfD-Kreisverbandes Karlsruhe. Zudem ist er seit November 2018 Sprecher der Landesgruppe Baden-Württemberg der AfD-Fraktion. Seit 2017 ist er Mitglied des Landesvorstands der AfD Baden-Württemberg.

## Politischer Werdegang
Bernhard gehörte von 1999 bis 2012 dem Gemeinderat von Dornstadt an. Von 2014 bis 2019 war er Mitglied im Gemeinderat von Karlsruhe.
Bei der Landtagswahl in Baden-Württemberg 2016 kandidierte er für die AfD im Wahlkreis Karlsruhe II, verfehlte jedoch ein Mandat.

### Deutscher Bundestag
Bei der Bundestagswahl 2017 zog Bernhard über die Landesliste Baden-Württemberg in den Deutschen Bundestag ein. Seit 2018 ist er Sprecher der AfD-Landesgruppe Baden-Württemberg.
Im Bundestag ist Bernhard ordentliches Mitglied im Ausschuss für Umwelt, Naturschutz und nukleare Sicherheit sowie im Ausschuss für Bau, Wohnen, Stadtentwicklung und Kommunen. Darüber hinaus gehört er als stellvertretendes Mitglied dem Ausschuss für Arbeit und Soziales und dem Ausschuss für Wirtschaft und Energie an. Er war zudem stellvertretendes Mitglied im Ausschuss für Verkehr und digitale Infrastruktur. Zudem ist er ordentliches Mitglied der Parlamentarischen Versammlung des Europarates und stellvertretender Vorsitzender der Deutsch-Pazifischen Parlamentariergruppe.
Als sechster Listenkandidat auf der AfD-Landesliste Baden-Württemberg zog Bernhard bei der Bundestagswahl 2021 erneut in das Parlament ein. Zudem kandidierte er im Bundestagswahlkreis Karlsruhe-Stadt, wo er mit 6,8 % der Erststimmen aber nur den fünften Platz erreichte.
Bernhard ist im 21. Deutschen Bundestag Mitglied in folgenden Ausschüssen:
- Obmann und Ordentliches Mitglied im  Ausschuss für Wohnen, Stadtentwicklung, Bauwesen und Kommunen
- Ordentliches Mitglied im Ausschuss für Wirtschaft und Energie[4]

## Politische Positionen
Den Bildungsplan 2015 in Baden-Württemberg bezeichnete er als „rot-grünen Siff“ und forderte seine Abschaffung. Bernhard ist ebenfalls ein entschiedener Gegner der Elektromobilität.